# Zoran Klemenčič
Zoran Klemenčič (Ljubljana, 28 de abril de 1976) es un ciclista esloveno que fue profesional de 1999 a 2006.

## Palmarés
| 1996 - 1 etapa de la Vuelta a Eslovaquia 1997 - 1 etapa de la Vuelta a Eslovaquia 1998 - 1 etapa de la Vuelta a Yugoslavia - 1 etapa de la Settimana Ciclistica Lombarda - Campeonato Europeo en Ruta sub-23 | 2001 - Gran Premio Šenčur - 1 etapa de los Tres Días de La Panne - 1 etapa de la Jadranska Magistrala - Porec Trophy 2 2004 - 2 etapas de la Jadranska Magistrala |

## Resultados en Grandes Vueltas y Campeonatos del Mundo
Durante su carrera deportiva consiguió los siguientes puestos en las Grandes Vueltas y en los Campeonatos del Mundo en carretera:
| Carrera         | Carrera         | 1999 | 2000 | 2001 | 2002  | 2003 | 2004 | 2005 | 2006 |
| --------------- | --------------- | ---- | ---- | ---- | ----- | ---- | ---- | ---- | ---- |
|                 | Giro de Italia  | —    | —    | Ab.  | F. c. | —    | Ab.  | —    | —    |
|                 | Tour de Francia | —    | Ab.  | —    | —     | —    | —    | —    | —    |
|                 | Vuelta a España | —    | —    | —    | Ab.   | —    | —    | —    | —    |
| Mundial en Ruta | Mundial en Ruta | —    | —    | —    | 5.º   | —    | —    | —    | —    |

—: no participa

Ab.: abandono

F. c.: fuera de control